# Arthroleptis crusculum
Arthroleptis crusculum es una especie de anfibio de la familia Arthroleptidae.
Habita en Guinea y, posiblemente, en Costa de Marfil y Liberia.
Sus hábitats naturales son bosques tropicales o subtropicales secos y a baja altitud, montanos secos tropicales o subtropicales, praderas subtropicales o tropicales a gran altitud y pantanos.
Está amenazada de extinción por la pérdida de su hábitat natural.